# Мемориал Славы (Чернигов)
Мемориал Славы советским воинам, партизанам и подпольщикам или Могила неизвестного солдата и воинский мемориальный комплекс (укр. Меморіал Слави радянським воїнам, партизанам та підпільникам. Могила невідомого солдата та військовий меморіальний комплекс) — мемориальный комплекс и памятник истории местного значения, возведённый на Болдиных горах в честь 40-й годовщины Победы в Великой Отечественной войне. В рамках комплекса был зажжён вечный огонь. Расположен на территории Новозаводского района города Чернигов (Украина): между улицами Толстого, Ильинская и Лесковицкая.
Мемориал на балансе Департамента культуры и туризма, национальностей и религий Черниговской областной государственной администрации

## История и описание
В сентябре 1941 года во время обороны Чернигова в районе завода «Октябрьский молот» погиб неизвестный советский солдат, которого черниговцы похоронили здесь же. В 1967 году останки воина были перенесены на Болдины горы. В 1986 году могила была покрыта гранитной плитой, в середине которой горит Вечный огонь, в головах установлен 20-метровых трехгранный обелиск с надписью: «Имя твоё неизвестно, подвиг твой, слава твоя бессмертны». От монумента гранитные ступени ведут к площадке, где установлена скульптурная композиция из бронзы — фигуры древнерусского воина, советского солдата Великой Отечественной войны, партизана и женщины-труженицы, которые символизируют борьбу народа за свободу и независимости Родины. Правее (между скульптурной композицией и ступенями) размещены пять гранитных стел с бронзовыми барельефами, которые изображают поход князя Игоря Святославовича против половцев, события Октябрьской революции, Гражданской войны, Великой Отечественной войны, борьбу партизан и подпольщиков Черниговщины.
Торжественное открытие обновлённого мемориала состоялось 8 мая 1986 года, приуроченное к 40-й годовщине Победы в Великой Отечественной войне. Авторы проекта: скульптор Ю. Н. Лоховинин и архитектор М. В. Чернов.
Согласно Решению исполкома Черниговского областного совета депутатов трудящихся № 286 от 31.05.1971 мемориалу присвоен статус памятник истории местного значения с охранным № 24 и охранной зоной. Согласно приказу Департамента культуры и туризма, национальностей и религий Черниговской областной государственной администрации от 26.06.2019 № 245 мемориал именуется как Могила неизвестного солдата и воинский мемориальный комплекс (Могила невідомого солдата та військовий меморіальний комплекс).
|  |  |  |
|  |  |  |

Согласно положениям закона «Об осуждении коммунистического и национал-социалистического (нацистского) тоталитарных режимов в Украине и запрете пропаганды их символики», 18 июля 2016 года барельефы изображающие события Октябрьской революции и Гражданской войны были демонтированы и отвезены на хранение на одно из коммунальных предприятий Чернигова. Предполагается установление новых барельефов на месте демонтированных..
Некоторое время на месте двух демонтированных барельефов были плакаты с хронологией сражений вооруженного конфликта на востоке Украины.